# 코스트신나트오드롱

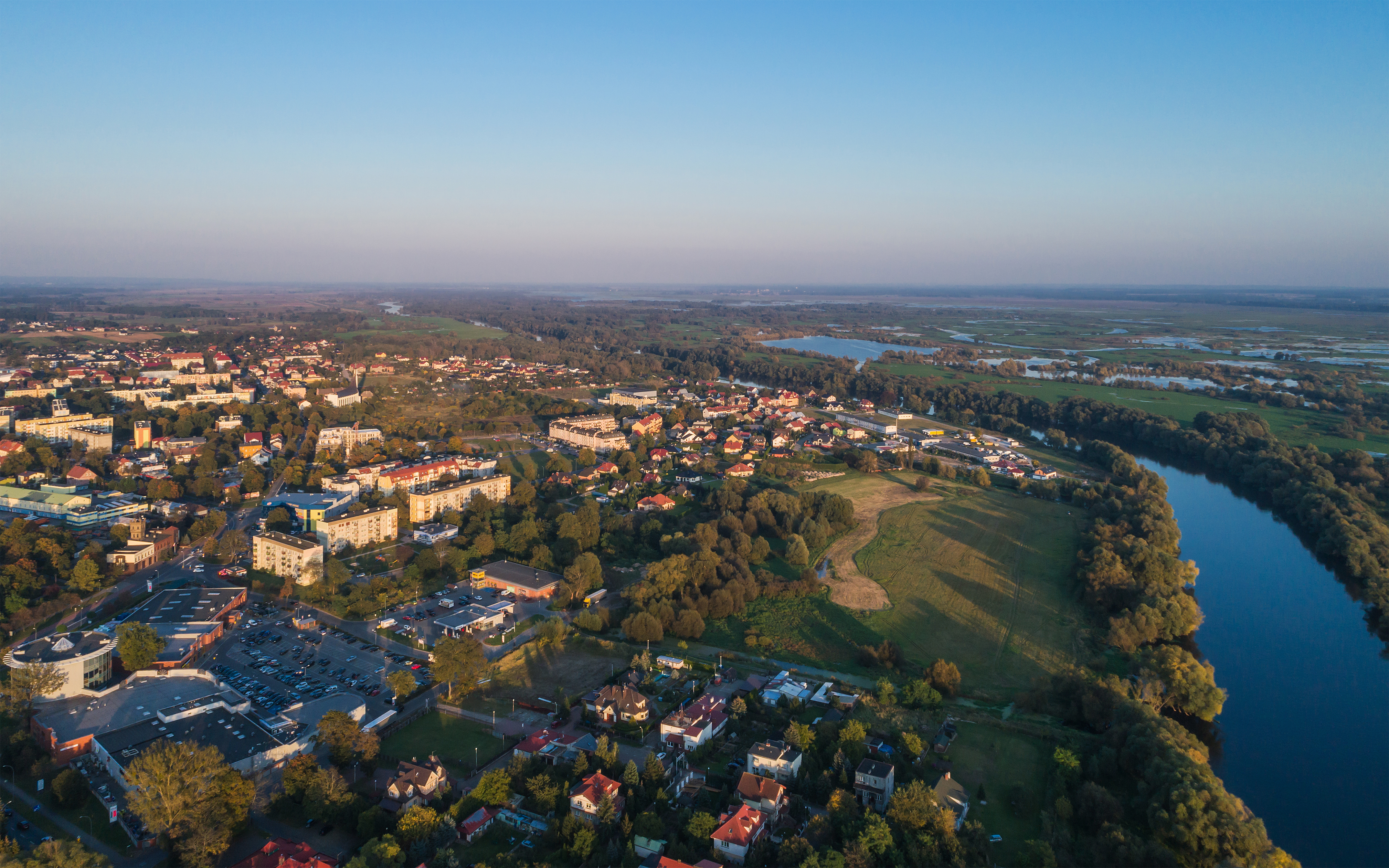
코스트신나트오드롱

코스트신나트오드롱(폴란드어: Kostrzyn nad Odrą, 독일어: Küstrin 퀴스트린[*])은 폴란드 서부 루부시주에 위치한 도시로 면적은 46.17km2, 인구는 19,952명(2007년 기준), 인구 밀도는 430명/km2이다. 행정 구역상으로는 고주프군에 속한다. 바르타강, 오데르강이 합류하는 지점에 위치하며 독일 국경과 가까운 편이다.

시기
시 문장

## 역사
960년부터 1200년까지 폴란드의 공작들이 소유한 영지로 남아 있었으며 1232년에는 성전기사단에 의해 요새가 건립되었다. 1232년 레부스(Lebus) 주교가 성전기사단에게 보낸 서한에 처음으로 등장했고 1300년에는 마그데부르크법에 따른 도시 지위를 부여받았다.
1730년 봄에는 프로이센 왕국의 군인인 한스 헤르만 폰 카테가 프로이센의 왕세자였던 프리드리히 2세가 영국으로 탈출하는 것을 도와주다가 체포되면서 이 곳에 있던 감옥에 수감되었다. 한스 헤르만 폰 카테는 1730년 11월 6일에 프로이센의 프리드리히 빌헬름 1세 국왕에 의해 처형되었다. 1945년 제2차 세계 대전의 종식과 함께 폴란드에 편입되었다.